# Zum goldenen Hirsch (Magdeburg)

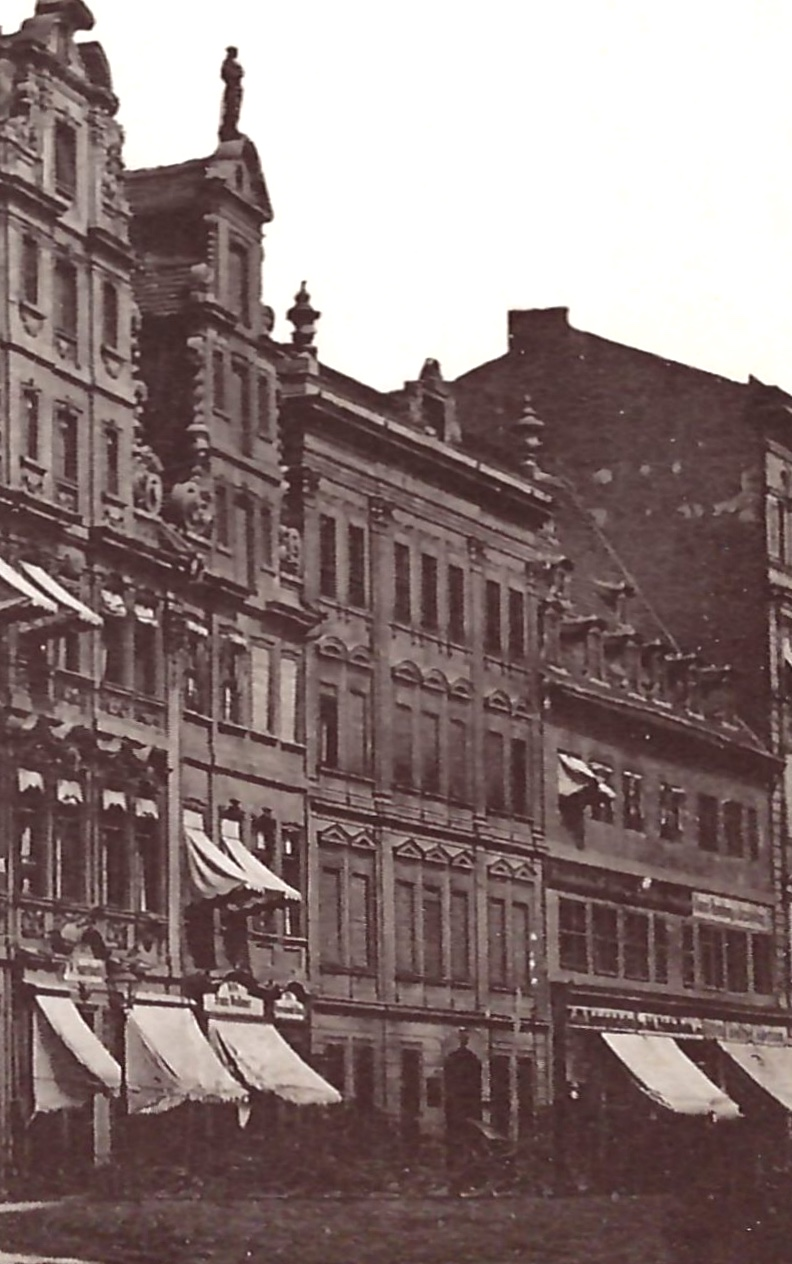
Haus Zum goldenen Hirsch, vor 1890

Das Haus Zum goldenen Hirsch war ein historisches Wohn- und Geschäftshaus in Magdeburg im heutigen Sachsen-Anhalt. Es wurde im Zweiten Weltkrieg zerstört und gilt als verlorengegangenes Baudenkmal.

## Lage
Das Gebäude befand sich in der Magdeburger Altstadt auf der Westseite des Breiten Wegs an der Adresse Breiter Weg 173. Südlich grenzte das Haus Franziskaner an.

## Geschichte und Architektur
In der Zeit vor 1631 befanden sich auf dem Grundstück zwei Häuser. Sie gehörten dem Kaufmann Hans Schenke senior, der in der Zeit um 1627 verstarb. Ihm folgten seine Erben nach. Bei der Zerstörung Magdeburgs im Jahr 1631 wurden wohl auch diese Gebäude zerstört. Für das Jahr 1638 ist überliefert, dass Andreas Schmidt hier einen Keller bewohnte. Einzig verbliebener Erbe war Rittmeister Hans Gebhard Schenke. Er war jedoch verschollen. Das mit Schulden belastete Grundstück wurde daher gerichtlich verkauft. 1659 erwarb es der Kaufmann Jakob Köppe für 625 Taler, der das Grundstück neu bebaute. Er verstarb 1669 und vererbte das Haus innerhalb seiner Familie. Im Jahr 1710 gehörte es dem Kämmerer Köppe. Es wird davon ausgegangen, dass Köppe mit dem Kanonikus Johann Köppe identisch ist, der 1718 als Eigentümer genannt ist und es 1728 an Johann Benedikt Schartau veräußerte.
Das Grundstück reichte nach Westen bis zur Krügerbrücke, wo ein zum Anwesen gehörender Garten bestand. Das Grundstück Krügerbrücke 2 gehörte zum Anwesen dazu.
Das bis zum Zweiten Weltkrieg bestehende viergeschossige Gebäude wurde vermutlich in der Zeit um 1730 errichtet. Die Fassade war siebenachsig ausgeführt. Die mittleren drei Achsen waren als flacher Mittelrisalit zusammengefasst. Er wurde mittig vom namengebenden Hirsch in einem stehenden Dachfenster bekrönt, über dem sich wiederum ein Adler befand. Etwas nach rechts versetzt befand sich im Erdgeschoss des Mittelrisalits die Hauseinfahrt. Die Fassade war mittels Lisenen gegliedert. Die beiden oberen Geschosse wurden durch korinthische Kolossalpilaster zusammengefasst. An den Ecken des Hauses befanden sich Vasen auf der Attika.
Im Jahr 1803 gehörte das Gebäude einem Schartow, 1817 dem Händler für Material-, Colonial- und Farbe-Waren, aus- und inländische Produkte, F.W. Schartow und um 1823 der Pensionärin Witwe Seeger. 1845 war ein Humbert Eigentümer, 1870 dann der Kaufmann Deneke. Frau E. Duvigneau, wohnhaft Fürstenwallstraße 18, und Frau Th. Rausche, wohnhaft Lübecker Straße 11, waren 1914 Besitzerinnen. Die Denneckeschen Erben wurden 1925 als Eigentümer geführt. Der Karstadt AG aus Berlin gehörte die Immobilie 1938. Im Jahr 1940 und auch noch 1942/1943 war schließlich der Münchener Fabrikant H. Roeckl Eigentümer. Im Haus sich das Glas-, Porzellan- und Steingutgeschäft von F. W. Auerbach, das Handelsbüro für Schweißgeräte Blaufuß & Hartmann, die Kohlehandlung Heine & Co. und die Kaffeerösterei O. Fickert. 
Während des Zweiten Weltkriegs wurde das Haus zerstört. Die Figur des goldenen Hirsches befand sich noch bis 1944/1945 auf dem Gebäude, konnte dann aber nach 1945 nicht mehr aufgefunden werden. In der Zeit der DDR entstand an der Stelle ein moderner Wohnhausneubau.